# Diapheromera nitens
Diapheromera nitens är en insektsart som beskrevs av Brunner von Wattenwyl 1907. Diapheromera nitens ingår i släktet Diapheromera och familjen Diapheromeridae. Inga underarter finns listade i Catalogue of Life.